# Dennis Rodman
Pour les articles homonymes, voir Rodman.
Dennis Rodman, né le 13 mai 1961 à Trenton dans le New Jersey (États-Unis), est un joueur américain de basket-ball évoluant au poste d'ailier et d'ailier fort.
Cinq fois champion de la NBA, en 1989 et 1990 avec les Pistons de Détroit et en 1996, 1997 et 1998 avec les Bulls de Chicago, il est considéré comme l'un des meilleurs défenseurs et rebondeurs de l'histoire de la NBA.
Il remporte deux NBA Defensive Player of the Year, le titre de meilleur défenseur de l'année, en 1990 et 1991 et termine meilleur rebondeur de la ligue lors de sept saisons consécutives de 1992 à 1998.
Il est également connu pour ses apparitions cinématographiques et dans des émissions de télé réalité, ainsi que pour ses coupes de cheveux, piercings et tatouages.

## Biographie
Son enfance et sa jeunesse sont assez difficiles, il enchaîne les petits boulots et ne commence le basket-ball que vers ses 20 ans. Après avoir vécu à Dallas, Rodman déménage dans une petite ville rurale de l'Oklahoma.
Dennis Rodman est un joueur de basket-ball issu d'une université considérée comme de seconde zone (Université d'État du sud-est de l'Oklahoma). Il est sélectionné au deuxième tour (27e position) de la draft 1986 de la NBA par les Pistons de Détroit. En raison du faible niveau de compétition en NAIA (National Association of Intercollegiate Athletics), Rodman excelle dans tous les compartiments de jeu, enregistrant une moyenne de 24 points et 17 rebonds lors de sa dernière année universitaire, notamment grâce à ses qualités athlétiques.
Il adopte son style particulier de jeu en remarquant que quasiment tout le monde ne pensait qu'à mettre la balle dans le panier. Il décide de faire ce que personne ne voulait faire à l'époque : prendre des rebonds, défendre dur et effectuer des écrans en attaque. Il est très difficile de savoir le vrai niveau offensif de Rodman, il ne prenait quasiment jamais de tirs (bien que certains soient célèbres, comme celui contre Utah en Finales NBA 1998), ne faisait pas non plus de mouvements dos au panier ; ses uniques points étaient sur contre-attaque ou à la suite de rebonds offensifs. Le joueur estime cependant qu'il aurait pu tourner à 15 points par match en carrière.

### Pistons de Détroit
Intégré en ligue majeure, Rodman se rend compte que la concurrence est rude et qu'il a besoin de se distinguer pour durer : laissant les stars de l'équipe inscrire les points, il décide de se consacrer uniquement à la défense et aux rebonds. Ce choix fait de lui un des rares joueurs capables de changer le cours d'un match sans marquer le moindre panier. Toutefois, sa maladresse aux lancers francs en fait la cible de l'entraineur Don Nelson, qui développe la stratégie du hack-a-player.
Les joueurs du Michigan sont alors surnommés les Bad Boys en raison de leur style de jeu rugueux. Aux côtés de Rodman, jouent Isiah Thomas, Joe Dumars, Vinnie Johnson, Rick Mahorn, Mark Aguirre, James Edwards ou encore Bill Laimbeer.
Après avoir échoué en playoffs face aux Celtics de Boston conduits par Larry Bird en 1987, les Pistons de Détroit remportent le titre NBA à deux reprises en 1989 et 1990 en éliminant à chaque fois au passage les Bulls de Chicago lors de duels épiques avec Michael Jordan. Rodman est régulièrement chargé de défendre sur Jordan. Il est d'ailleurs nommé deux fois meilleur défenseur de la ligue au cours de cette période, et il est même invité au All-Star Game.
En 1992, Rodman capte 18,7 rebonds en moyenne par match, la moyenne la plus élevée depuis Wilt Chamberlain en 1973 qui mesurait 2,16 m (contre 2,01 m pour Rodman).
En 1993, Chuck Daly, l'entraîneur des Pistons quitte le club pour les Nets du New Jersey, et c'est le début du déclin pour les Pistons. Rodman finit tout de même de nouveau meilleur rebondeur de la ligue mais tombe alors dans une dépression.
À cela s'ajoute la fin de son mariage avec une ancienne mannequin après seulement 83 jours. Ils se séparent et Dennis ne peut que subir l'éloignement de sa fille née avant cette union. Craig Sager, un journaliste sportif, qui a suivi le joueur parce qu'il le sait dans une spirale négative le retrouve un soir prêt à se suicider et parvient à l'en dissuader. Rodman déclarera plus tard dans son autobiographie que ce soir-là il « tua l'ancien Dennis pour laisser place au nouveau Dennis ». L'intervention providentielle de Sager permet ainsi au joueur de remonter la pente et une amitié naît entre les deux hommes. À la mort de Sager en 2016, Rodman ajoute sur Twitter « Craig Sager […] merci de m’avoir sauvé la vie alors que j’avais désespérément besoin d’aide à Detroit, en 1993 […] ».
Le 1er avril 2011, les Pistons lui rendent hommage en retirant son maillot.

### Spurs de San Antonio
En 1993, Rodman est transféré aux Spurs de San Antonio où il continue à exceller aux rebonds, permettant à son coéquipier David Robinson de marquer plus de points. Il aide les Spurs à réaliser leur meilleure saison en 1994-1995 avec 62 victoires.
Mais c'est également aux Spurs que le côté fantasque du joueur se révèle avec notamment sa relation surmédiatisée avec Madonna. Ses cheveux changent désormais de couleur toutes les semaines, il manque de plus en plus d'entraînements, ce qui déplaît à l'entraîneur Bob Hill. Ses relations avec l'encadrement des Spurs deviennent exécrables.
Son entente avec David Robinson se détériore et malgré une saison 1994-1995 extrêmement solide d'un point de vue collectif, l'équipe peine à sortir les Lakers en demi-finale de conférence, et explose en finale de conférence contre les Rockets de Houston. Cette défaite est due aux extravagances de Rodman, selon les Spurs. Selon lui, elle est due à une mauvaise défense, de mauvais choix stratégiques et un David Robinson totalement dépassé par Hakeem Olajuwon.

### Bulls de Chicago
Il est alors envoyé aux Bulls de Chicago en échange de Will Perdue avant le début de la saison NBA 1995-1996, ce qui en fait un des échanges les plus déséquilibrés de l'histoire de la NBA. Cependant, aucune autre équipe que les Bulls (malgré les réticences de Scottie Pippen) n'a montré d'intérêt pour un joueur fantasque déjà âgé de 34 ans et au contrat élevé. Les Bulls ont longtemps hésité entre Rodman et Jayson Williams, autre très bon rebondeur de la ligue. Il rejoint Michael Jordan qui vient de faire son retour à la compétition, et Scottie Pippen. Les Bulls de Jordan et Pippen ont déjà gagné 3 titres consécutifs en 1991, 1992 et 1993. L'équipe remporte le titre en 1996. C'est la première fois que trois joueurs de la même équipe sont nommés à la All-Defensive First Team. Cette année-là, les Bulls établissent un record de victoires en saison régulière : 72 victoires contre 10 défaites. Ils gagnent encore le titre en 1997 et 1998, offrant le second three-peat (trois titres d'affilée) dans la même décennie aux Bulls.
Rodman laisse le numéro 10 pour le 91 à son arrivée à Chicago, devant ainsi payer des amendes à la ligue. Celle-ci n'autorisait pas en effet les numéros supérieurs à 90[réf. nécessaire]. Le numéro 10 étant en effet un maillot retiré, Rodman s'est tourné vers le 91, en référence à son ancien numéro (9+1).
Dennis Rodman finit une nouvelle fois meilleur rebondeur NBA de 1996 à 1998, faisant le travail de l'ombre qui manquait aux Bulls depuis le départ de Horace Grant pour le Magic d'Orlando. Il joue une belle finale 1996 face aux Sonics, et mettra 2 lancers-francs décisifs lors du match 4 des finales 1998, à quelques secondes de la fin, alors que les lancers n'étaient pas son fort (« cela ne bouge pas assez, c'est statique, mais s'il faut les mettre, je les mets » dit-il dans sa biographie).
Ce dernier titre marque la fin de la grande époque pour Rodman qui fit ensuite quelques apparitions chez les Lakers de Los Angeles, où il venait soulager O'Neal des rebonds mais où une prise de bec avec l'entraîneur Kurt Rambis l'envoie finir la saison chez lui, puis les Mavericks de Dallas, où il est coupé après un contentieux avec Mark Cuban, le président.
Rodman reste comme l'un des plus grands rebondeurs de tous les temps, étant donné sa taille et son poste. Avec sept titres de meilleur rebondeur, il est seulement devancé par Wilt Chamberlain, qui en possède onze. Son total de rebonds en carrière, 11 954, le place parmi les 25 premiers de l'ensemble de la NBA. Avec une moyenne de 13,12 rebonds, il figure après la saison 2010-2011 à la onzième position du classement NBA et ABA, dixième pour les joueurs uniquement de NBA. Sa moyenne de 18,66 rebonds captés lors de la saison 1991-1992 n'a depuis pas été approchée.

### Après le basket-ball

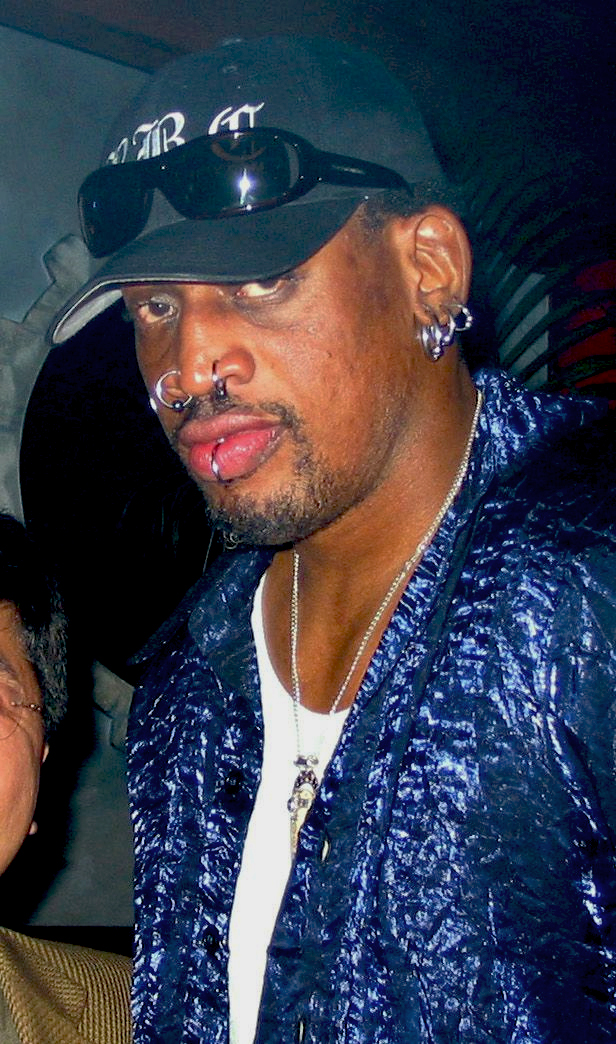
Dennis Rodman en 2001.

Outre sa carrière de joueur, Dennis Rodman a fait des apparitions dans le cinéma, s'est essayé au catch avec Karl Malone sous le nom de « Rodzilla » et avec les New World Order. Le 12 juillet 1998, associé à Hulk Hogan, il affronte Diamond Dallas Page et Karl Malone dans un match de catch (lutte professionnelle) par équipes. Il s'est fait remarquer pour ses coiffures colorées, ses piercings et nombreux tatouages. Ses colorations lui ont valu le surnom de « Demolition Man », en référence au film avec Sylvester Stallone et Wesley Snipes sorti durant la même période. Rodman affirmera plus tard qu'il n'avait pas vu le film à l'époque et qu'il s'agissait d'un hasard.
Sa vie conjugale fut largement relayée par les médias américains, en particulier lors de son aventure avec la chanteuse Madonna et de son court mariage avec Carmen Electra. La police est intervenue près de 80 fois en huit ans à son ancien domicile californien de Newport Beach.
En mars 2012, le quotidien Los Angeles Times relaie les déclarations du conseiller financier de Rodman qui déclare que ce dernier est « ruiné » et « alcoolique ». Il serait incapable de payer les 860 000 dollars de pensions alimentaires dus à son ancienne femme.
Fin février 2013, il se rend à Pyongyang, la capitale nord-coréenne, avec des membres des Globetrotters de Harlem pour tenter de rapprocher les États-Unis et la Corée du Nord. Il retourne en Corée du Nord à plusieurs reprises dont une fois pour l'anniversaire de Kim Jong-un. Il se lie ainsi d'amitié avec le dirigeant nord coréen. Il déclare notamment en 2014 : « C'est mon ami et je l'aime ».
En 2016, il apporte son soutien à Donald Trump pour l'élection présidentielle.

### Téléréalité

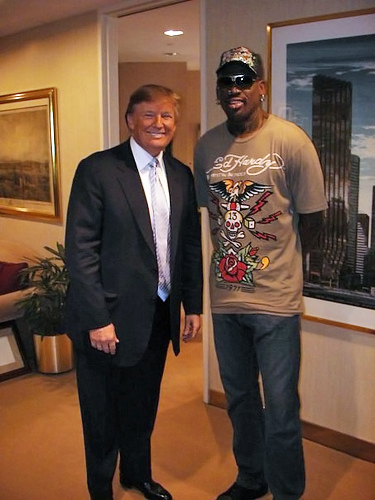
Rodman avec Donald Trump lors de Celebrity Apprentice 2.

En 2004, Dennis Rodman participe et remporte l'émission Celebrity Mole: Yucatan. L'un des candidats était notamment l'acteur Stephen Baldwin.
En 2006, il fait partie de la distribution du Celebrity Big Brother 4 au côté de Pete Burns, George Galloway ou encore Jodie Marsh. Il arrive en finale de cette émission de télé réalité anglaise. La présence de Traci Bingham, co-vedette de son ex-femme Carmen Electra dans la série Alerte à Malibu est à noter.
Cette même année, il est invité lors de la saison 2 de l'émission de télé-réalité anglaise Love Island.
En 2008, il fait partie de la distribution de The Celebrity Apprentice 2, avec notamment Joan Rivers, la gagnante ou encore l'ancienne playmate Brande Roderick (qui a également joué dans Alerte à Malibu). Il est viré lors de l'épisode 5.
Il remporte l'émission Hulk Hogan's Celebrity Championship Wrestling en 2008.
En 2010, il participe à l'émission Celebrity Rehab 3 pour tenter de soigner son alcoolisme[réf. nécessaire]. Participent à cette saison notamment Mackenzie Phillips, Tom Sizemore, Mike Starr ou encore Heidi Fleiss.
En 2013, il est de nouveau candidat à The Celebrity Apprentice de Donald Trump sur NBC. Cette saison réunit des anciennes célébrités des saisons 1 à 5 comme Brande Roderick, La Toya Jackson et Stephen Baldwin. Cette fois-ci, il est viré lors de l'épisode 6.

## Clubs successifs
- 1986-1993 :  Pistons de Détroit.
- 1993-1995 :  Spurs de San Antonio.
- 1995-1998 :  Bulls de Chicago.
- 1999 :  Lakers de Los Angeles.
- 2000 :  Mavericks de Dallas.

Après la NBA :
- Dragons de Tijuana (Mexique, ABA).
- 6 novembre 2005 : un seul match officiel avec Torpan Pojat (Finlande).
- janvier 2006 : 3 matches officiels avec les Bears de Brighton (Grande-Bretagne).

## Statistiques
Légende :
| Leader de la ligue | Champion NBA | Défenseur de l'année |

### Saison régulière
Gras = ses meilleures performances
Statistiques en saison régulière de Dennis Rodman :
| Saison        | Équipe        | Matchs | Titul. | Min./m | % Tir | % 3pts | % LF | Rbds/m. | Pass/m. | Int/m. | Ctr/m. | Pts/m. |
| ------------- | ------------- | ------ | ------ | ------ | ----- | ------ | ---- | ------- | ------- | ------ | ------ | ------ |
| 1986-1987     | Detroit       | 77     | 1      | 15.0   | .545  | .000   | .587 | 4.3     | .7      | .5     | .6     | 6.5    |
| 1987-1988     | Détroit       | 82     | 32     | 26.2   | .561  | .294   | .535 | 8.7     | 1.3     | .9     | .5     | 11.6   |
| 1988-1989     | Détroit       | 82     | 8      | 26.9   | .595  | .231   | .626 | 9.4     | 1.2     | .7     | .9     | 9.0    |
| 1989-1990     | Détroit       | 82     | 43     | 29.0   | .581  | .111   | .654 | 9.7     | .9      | .6     | .7     | 8.8    |
| 1990-1991     | Détroit       | 82     | 77     | 33.5   | .493  | .200   | .631 | 12.5    | 1.0     | .8     | .7     | 8.2    |
| 1991-1992     | Detroit       | 82     | 80     | 40.3   | .539  | .317   | .600 | 18.7    | 2.3     | .8     | .9     | 9.8    |
| 1992-1993     | Détroit       | 62     | 55     | 38.9   | .427  | .205   | .534 | 18.3    | 1.6     | .8     | .7     | 7.5    |
| 1993-1994     | San Antonio   | 79     | 51     | 37.8   | .534  | .208   | .520 | 17.3    | 2.3     | .7     | .4     | 4.7    |
| 1994-1995     | San Antonio   | 49     | 26     | 32.0   | .571  | .000   | .676 | 16.8    | 2.0     | .6     | .5     | 7.1    |
| 1995-1996     | Chicago       | 64     | 57     | 32.6   | .480  | .111   | .528 | 14.9    | 2.5     | .6     | .4     | 5.5    |
| 1996-1997     | Chicago       | 55     | 54     | 35.4   | .448  | .263   | .568 | 16.1    | 3.1     | .6     | .3     | 5.7    |
| 1997-1998     | Chicago       | 80     | 66     | 35.7   | .431  | .174   | .550 | 15.0    | 2.9     | .6     | .2     | 4.7    |
| 1998-1999     | L.A. Lakers   | 23     | 11     | 28.6   | .348  | .000   | .436 | 11.2    | 1.3     | .4     | .5     | 2.1    |
| 1999-2000     | Dallas        | 12     | 12     | 32.4   | .387  | .000   | .714 | 14.3    | 1.2     | .2     | .1     | 2.8    |
| Carrière      | Carrière      | 911    | 573    | 31.7   | .521  | .231   | .584 | 13.1    | 1.8     | .7     | .6     | 7.3    |
| All-Star Game | All-Star Game | 2      | 0      | 18.0   | .364  | -      | -    | 8.5     | .5      | .5     | .5     | 4.0    |

### Playoffs
| Saison   | Équipe      | Matchs | Titul. | Min./m | % Tir | % 3pts | % LF | Rbds/m. | Pass/m. | Int/m. | Ctr/m. | Pts/m. |
| -------- | ----------- | ------ | ------ | ------ | ----- | ------ | ---- | ------- | ------- | ------ | ------ | ------ |
| 1987     | Détroit     | 15     | 0      | 16.3   | .541  | -      | .563 | 4.7     | .2      | .4     | 1.1    | 6.5    |
| 1988     | Detroit     | 23     | 0      | 20.6   | .522  | .000   | .407 | 5.9     | .9      | .6     | .6     | 7.1    |
| 1989     | Détroit     | 17     | 0      | 24.1   | .529  | .000   | .686 | 10.0    | .9      | .4     | .7     | 5.8    |
| 1990     | Détroit     | 19     | 17     | 29.5   | .568  | -      | .514 | 8.5     | .9      | .5     | .7     | 6.6    |
| 1991     | Détroit     | 15     | 14     | 33.0   | .451  | .222   | .417 | 11.8    | .9      | .7     | .7     | 6.3    |
| 1992     | Détroit     | 5      | 5      | 31.2   | .593  | .000   | .500 | 10.2    | 1.8     | .8     | .4     | 7.2    |
| 1994     | San Antonio | 3      | 3      | 38.0   | .500  | .000   | .167 | 16.0    | .7      | 2.0    | 1.3    | 8.3    |
| 1995     | San Antonio | 14     | 12     | 32.8   | .542  | .000   | .571 | 14.8    | 1.3     | .9     | .0     | 8.9    |
| 1996     | Chicago     | 18     | 15     | 34.4   | .485  | -      | .593 | 13.7    | 2.1     | .8     | .4     | 7.5    |
| 1997     | Chicago     | 19     | 14     | 28.2   | .370  | .250   | .577 | 8.4     | 1.4     | .5     | .2     | 4.2    |
| 1998     | Chicago     | 21     | 9      | 34.4   | .371  | .250   | .605 | 11.8    | 2.0     | .7     | .6     | 4.9    |
| Carrière | Carrière    | 169    | 89     | 28.3   | .490  | .149   | .540 | 9.9     | 1.2     | .6     | .6     | 6.4    |

## Palmarès et Distinctions

### Palmarès

#### En NBA
- 5 fois champion de la NBA : 1989 et 1990 avec les Pistons de Détroit, puis 1996, 1997 et 1998 avec les Bulls de Chicago.
- Finales NBA contre les Lakers de Los Angeles : 1988 avec les Pistons de Détroit.
- 6 fois champion de Conférence Est : 1988, 1989 et 1990 avec les Pistons de Détroit, puis 1996, 1997 et 1998 avec les Bulls de Chicago.
- 6 fois champion de la Division Centrale : 1988, 1989 et 1990 avec les Pistons de Détroit, puis 1996, 1997 et 1998 avec les Bulls de Chicago.

### Distinctions personnelles
- 2 fois NBA Defensive Player of the Year (meilleur défenseur de l'année) : 1990 et 1991.
- 7 fois meilleur rebondeur de la NBA : de 1992 à 1998.
- 2 fois All-NBA Third Team : 1992 et 1995.
- 7 fois NBA All-Defensive First Team : 1989 à 1996.
- NBA All-Defensive Second Team : 1994.
- 2 fois NBA All-Star Game : 1990 et 1992.
- IBM Award en 1992.
- Élu parmi les 50 meilleurs joueurs de la NBA par le magazine SLAM en 2009 (48e position).
- Élu au Naismith Memorial Hall Of Fame en 2011.
- Son maillot, le no 10 a été retiré par les Pistons de Détroit.

## Records en NBA

### Sur une rencontre
Les records personnels de Dennis Rodman en NBA sont les suivants :
| Record de la franchise |

| Type de statistique        | Saison régulière | Saison régulière      | Saison régulière | Playoffs | Playoffs                | Playoffs      |
| Type de statistique        | Record           | Adversaire            | Date             | Record   | Adversaire              | Date          |
| -------------------------- | ---------------- | --------------------- | ---------------- | -------- | ----------------------- | ------------- |
| Points                     | 34               | Nuggets de Denver     | 2 janvier 1991   | 23       | @ Bullets de Washington | 4 mai 1988    |
| Paniers marqués            | 15               | Nuggets de Denver     | 2 janvier 1991   | 10       | 2 fois                  | 2 fois        |
| Paniers tentés             | 21               | Nuggets de Denver     | 2 janvier 1991   | 16       | Bulls de Chicago        | 12 mai 1988   |
| Paniers à 3 points réussis | 3                | 2 fois                | 2 fois           | 2        | Hawks d'Atlanta         | 13 mai 1997   |
| Paniers à 3 points tentés  | 5                | 3 fois                | 3 fois           | 3        | 2 fois                  | 2 fois        |
| Lancers francs réussis     | 9                | 2 fois                | 2 fois           | 6        | 4 fois                  | 4 fois        |
| Lancers francs tentés      | 12               | 2 fois                | 2 fois           | 10       | 3 fois                  | 3 fois        |
| Rebonds offensifs          | 18               | Pacers de l'Indiana   | 4 mars 1992      | 12       | @ Rockets de Houston    | 28 mai 1995   |
| Rebonds défensifs          | 23               | Mavericks de Dallas   | 22 janvier 1994  | 16       | Lakers de Los Angeles   | 8 mai 1995    |
| Rebonds totaux             | 34               | Pacers de l'Indiana   | 4 mars 1992      | 22       | Lakers de Los Angeles   | 8 mai 1995    |
| Passes décisives           | 10               | 76ers de Philadelphie | 16 janvier 1996  | 6        | @ Nets du New Jersey    | 29 avril 1998 |
| Interceptions              | 4                | 5 fois                | 5 fois           | 4        | @ Bulls de Chicago      | 21 mai 1991   |
| Contres                    | 5                | 2 fois                | 2 fois           | 4        | Jazz de l'Utah          | 30 avril 1994 |
| Balles perdues             | 7                | 2 fois                | 2 fois           | 6        | @ Knicks de New York    | 12 mai 1996   |
| Minutes jouées             | 56               | @ Jazz de l'Utah      | 23 février 1994  | 52       | @ Knicks de New York    | 11 mai 1996   |

- Triple-double : 1

### En carrière
Dennis Rodman détient plusieurs records dans la NBA :
- Plus grand nombre de titres consécutifs de meilleur rebondeur NBA par saison avec 7 titres de 1992 à 1998.
- Plus grand nombre de rebonds offensifs pris dans un match de saison régulière : 18, le 4 mars 1992.
- Plus grand nombre de rebonds offensifs dans un match des finales de la NBA : 11 contre les SuperSonics de Seattle le 7 juin 1996 et le 16 juin 1996.
- Plus vieux joueur à avoir été meilleur rebondeur sur une saison : 36 ans et 341 jours au terme de la saison NBA 1997-1998 avec une moyenne de 15,01 rebonds.

## Vie privée
Rodman a déclaré publiquement être bisexuel. En 1996 revêtu d'une robe de marié il fait sensation en organisant une cérémonie de mariage avec lui-même,,,.
Rodman a trois enfants : Alexis (née en 1988 de sa relation avec son ex-femme Annie Bakes), et avec son ex-femme Michelle Moyer; Dennis Thayne "DJ" Rodman Jr. (né en 2001) et Trinity (née en 2002).

## Filmographie

### Cinéma
- 1996 : Eddie : Dennis Rodman
- 1997 : Double Team : Yaz
- 1997 : B*A*P*S (en) : Dennis Rodman
- 1999 : Simon Sez : Sauvetage explosif : Simon
- 2007 : The Comebacks : Warden
- 2007 : The Minis : Dennis Rodman
- 2013 : Blunt Movie : Leroy Suggs / Daddy

### Télévision
- 1995 : Double Rush (en) (série) : Dennis Rodman
- 1995 : Courthouse (en) (série) : Rockwell Shaw
- 1995 : Misery Loves Company (en) (série) : Dennis Rodman
- 1996 : Alerte à Malibu (Baywatch) (série) : Dennis Rodman
- 1996 : 3e planète après le soleil (3rd Rock from the Sun) (série) : Dennis Rodman
- 1998-1999 : Spécial OPS Force (série) : Deke Reynolds
- 1999 : L.A. Docs (série) : Dennis Rodman
- 1999 : Linc's (en) (série) : Barry duBarry
- 2000 : Haute Voltige sur Miami (Cutaway) (téléfilm) : Randy Kingston
- 2004 : North Shore : Hôtel du Pacifique (série) : Dennis Rodman
- 2004 : Listen Up! (en) (série) : Dennis Rodman
- 2005 : Las Vegas (série) : Dennis Rodman

## Ouvrages
- Bad as I wanna Be (titre français : Plus méchant tu meurs) - Autobiographie parue en 1996.
- Walk on the Wild Side écrit avec Michael Silver.
- Words from the Worm: An Unauthorized Trip Through the Mind of Dennis Rodman écrit avec Dave Whitaker.

## Pour approfondir